# Pride (In the Name of Love)
Pride (In the Name of Love), česky Hrdost (Ve jménu lásky), je píseň skupiny U2 z roku 1984, která byla druhou v pořadí na albu The Unforgettable Fire a vyšla také jako samostatný singl, na jehož B-straně byla nahrávka „Boomerang II“. Kapela ji složila v listopadu 1983 na Havaji během koncertního turné k desce War, autorem základního melodického motivu byl kytarista The Edge. Bono původně zamýšlel napsat text o velmocenské pýše USA za vlády Ronalda Reagana, později se však nechal inspirovat návštěvou The Peace Museum v Chicagu a věnoval píseň bojovníku za lidská práva Martinu Lutheru Kingovi. Studiová nahrávka byla pořízena na hradě Slane Castle a přepracována v dublinském Windmill Lane Studios. Doprovodný vokál nazpívala Chrissie Hynde (v bookletu uvedená pod svým tehdejším občanským jménem Christina Kerrová). K písni vznikl také videoklip, který natočil v srpnu 1984 v dublinských docích režisér Donald Cammell.
Píseň byla na prvním místě novozélandské hitparády Recorded Music NZ, druhá byla v americké Hot Mainstream Rock Tracks a v UK Singles Chart se umístila jako třetí (do té doby největší komerční úspěch U2). Patří k pilířům koncertního reprertoáru U2 a skupina ji hrála v lednu 2009 na koncertě We Are One, uspořádaným ve Washingtonu na počest prezidentské inaugurace Baracka Obamy. V roce 2004 byla uvedena na 63. místě žebříčku rockových nahrávek sestavených časopisem Mojo, dostala se také na seznam Rolling Stone – 500 nejlepších písní všech dob. Coververze nahráli Barbara Dickson, The Roots, John Legend a Soweto Gospel Choir.